# Le Theil-de-Bretagne
Le Theil-de-Bretagne is een gemeente in het Franse departement Ille-et-Vilaine (regio Bretagne). De plaats maakt deel uit van het arrondissement Fougères-Vitré. Le Theil-de-Bretagne telde op 1 januari 2022 1.720 inwoners.

## Geografie
De oppervlakte van Le Theil-de-Bretagne bedroeg op 1 januari 2022 24,2 vierkante kilometer; de bevolkingsdichtheid was toen 71,1 inwoners per km².

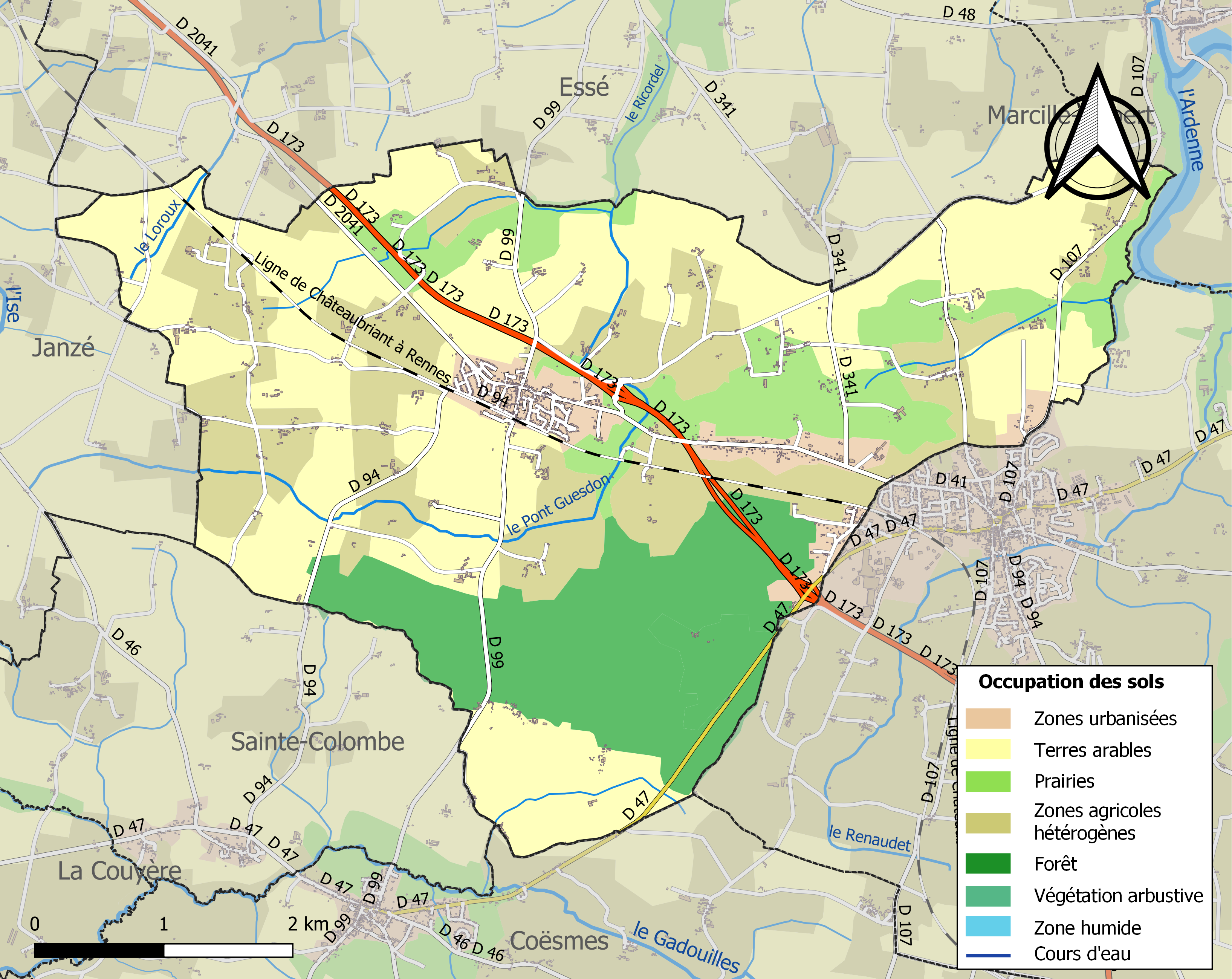
Kaart van de gemeente met belangrijkste infrastructuur, bodemgebruik en omliggende gemeenten

## Verkeer en vervoer
In de gemeente ligt de spoorweghalte Le Theil-de-Bretagne.

## Demografie
Onderstaande figuur toont het verloop van het inwonertal (bron: INSEE-tellingen).